# Домбровский, Бронислав (епископ)
Бронислав Вацлав Домбровский (пол. Bronisław Wacław Dąbrowski; 2 ноября 1917, Гродзец — 25 января 1997, Варшава, Польша) — католический епископ, титулярный архиепископ Адрианотеры, член монашеской конгрегации орионистов, вспомогательный епископ варшавской архиепархии с 24 ноября 1961 года по 25 января 1993 год.

## Биография
Бронислав Домбровский родился 2 ноября 1917 года в деревне Гродзец. После получения среднего образования вступил в монашескую конгрегацию орионистов. 10 июня 1945 года Бронислав Домбровский был рукоположён в священника Антонием Шляговским.
24 ноября 1961 года Римский папа Иоанн XXIII назначил Бронислава Домброского титулярным епископом Адрианотеры и вспомогательным епископом варшавской архиепархии. 25 марта 1962 года в варшавском соборе святого Иоанна Крестителя состоялось рукоположение Бронислава Домбровского в епископа, которое совершил кардинал Стефан Вышинский в сослужении с епископами Франциском Коршинским и Зигмундом Хороманским.
C 1969 по 1993 год был секретарём Конференции католических епископов Польши. Участвовал в политической жизни польского общества, представляя Конференцию польских католических епископов на так называемых Магдаленкских встречах, которые организовывали польские коммунистические власти и антикоммунистическая оппозиция в селе Магдаленка Мазовецкого воеводства.
В 1990 году получил почётную научную степень доктора Honoris causa Люблинского католического университета.
27 февраля 1993 года вышел на пенсию. Скончался 25 января 1997 года и был похоронен на кладбище Старые Повонзки.

## Награды
- В 1993 году был награждён Большим Крестом Ордена Возрождения Польши.

## Источник
- Peter Raina, Bronisław Dąbrowski, Ks[iądz] Arcybiskup Dąbrowski w służbie Kościoła i narodu. Rozmowy z władzami PRL. t. 1:1970-1981, Książka Polska, Warszawa 1995.
- Peter Raina, Bronisław Dąbrowski, Ks[iądz] Arcybiskup Dąbrowski w służbie Kościoła i narodu. Rozmowy z władzami PRL., t. 2: 1982—1989, Książka Polska, Warszawa 1995.